# KLS-III
KSL-III – polski szybowiec amatorski, skonstruowany w dwudziestoleciu międzywojennym.

## Historia
Wiosną 1927 roku Jerzy Płoszajski, członek warszawskiego międzyszkolnego Koła Lotniczego „Start”, opracował projekt szybowca. Konstruktor wzorował się na niemieckim pomyśle szybowca z rur duralowych, jednak z braku środków na zakup materiałów zdecydował się na wykonanie konstrukcji z drewna. Ciężar własny konstrukcji wzrósł, zwiększyły się też jej wymiary.
Zebrane materiały konstruktor przewiózł do Poronina, gdzie podczas wakacji przystąpił do budowy szybowca. Pierwsze próby wzlotu okazały się nieudane, ze względu na masę szybowca pilot nie był w stanie wystartować z rozbiegu. Dopiero zastosowanie gumowego sznura pozwoliło na wykonanie kilku krótkich skoków. W ich trakcie doszło do uszkodzenia skrzydła. W trakcie naprawy konstruktor wprowadził zmiany w budowie części kadłubowej – wzmocniono skrzynkę i jarzmo którego trzymał się pilot oraz powiększono statecznik pionowy.
W trakcie kolejnych prób wykonano ok. ośmiu lotów  trwający po ok. 30 sekund. Przy wietrze o prędkości 4-5 m/s szybowiec poprawnie zachowywał się w locie, trudności występowały jedynie podczas startu. Podczas kolejnych napraw szybowca dokonano kolejnego powiększenia statecznika pionowego.
Najdłuższy, a zarazem ostatni, lot szybowiec wykonał przy silnym wietrze. Konstruktorowi udało się, w ciągu 180 sekund, pokonać odległość 2,5 km. Przy lądowaniu szybowiec został rozbity, pilot nie odniósł poważniejszych obrażeń. Konstrukcji już nie naprawiano. 

## Konstrukcja
Jednomiejscowy szybowiec konstrukcji drewnianej, w układzie górnopłatu. 
Kadłub z listew sosnowych składał się ze skrzynki, stojaka przedniego i tylnego oraz części ogonowej. Skrzynka była kryta sklejką i służyła jako płoza startowa oraz siedzisko pilota. Nad skrzynką znajdowało się jarzmo którego się trzymał pilot, zamocowany do niej był również hak startowy. Stojaki tworzyły piramidkę, służyły też do zamocowania płata. Część ogonowa była wykonana jako kratownica, którą usztywniono naciągami mocowanymi do płata. Płat, o konstrukcji dwudźwigarowej, miał obrys prostokątny, był kryty jedynie od dołu płótnem. Był usztywniony drutami mocowanymi do piramidki i do jarzma. Stateczniki kryte płótnem. Szybowiec nie miał lotek i sterów, sterowanie w locie odbywało się za pomocą zmiany środka ciężkości ciała pilota, np. poprzez wychylenie nóg. 